# سگ‌ماهی مخملی ژاپنی
سگ‌ماهی مخملی ژاپنی (نام علمی: Zameus ichiharai) نام یک گونه از راسته خاردارکوسه‌سانان است.